# Nagrada Republike Slovenije za znanstvenoraziskovalno delo
Nagrade Republike Slovenije za znanstvenoraziskovalno delo so najvišje državne nagrade za znanstvenoraziskovalno delo in so se podeljevale od leta 1992 do 1997.

## Namen
Republika Slovenija je podeljevala nagrade za dosežke na znanstvenoraziskovalnem področju za:
- vrhunske dosežke na znanstvenoraziskovalnem področju,
- življenjsko delo znanstvenika ali znanstvenice, ki je s svojim delom bistveno prispeval k razvoju znanosti in
- izume, ki so pomemben prispevek raziskovanja pri uvajanju novosti v gospodarsko in družbeno prakso.

Nagrade je podeljevala Komisija za nagrade in priznanja, ki jo je imenovala Vlada Republike Slovenije in je imela 15 članov. Letno se je lahko podelilo največ pet nagrad za vrhunske dosežke, in sicer od teh praviloma največ dve na istem raziskovalnem področju ter praviloma največ dve za življenjsko delo. Nagrada za življenjsko delo se je podeljevala raziskovalcu ali raziskovalki, ki je dopolnil/dopolnila 65 let starosti. Nagrado za izume se je podeljevalo le avtorjem izumov.
Do leta 1992 so se podeljevala Kidričeve nagrade in Nagrade Sklada Borisa Kidriča, po letu 1997 pa se podeljujejo Zoisove nagrade in Zoisova priznanja.

## Nagrajenci

### 1992
- Ivan Vidav za življenjsko delo na področju matematike
- Marijan Zadnikar za življenjsko delo na področju umetnostne zgodovine
- Marija Čarman Kržan za vrhunske dosežke na področju farmakologije
- Jože Škerjanc za vrhunske dosežke na področju fizikalne kemije
- Angelos Baš za vrhunske dosežke na področju etnologije
- Spomenka Beseničar, Janez Holc, Sergij Gabršček in Miloš Komac za izum postopka za toplotno obdelavo magnetov iz zlitine samarija in kobalta
- Miro Rozman, Silvo Žlebir in Andrej Belič za izuma Integriran Hallov senzor električne moči v C-MOS tehnologiji in Merilno-funkcijska elektronika monolitnega elektronskega števca električne energije

### 1993
- Dušan Hadži za življenjsko delo na področju kvantne kemije in molekularne farmakologije
- Vinko Dolenc za vrhunske dosežke na področju nevrokirurgije
- Peter Maček za vrhunske dosežke na področju toksikologije
- Saša Svetina in Boštjan Žekš za vrhunske dosežke na področju biofizike
- Jera Vodušek Starič za vrhunski dosežek na področju zgodovine
- Rajko Kenda za izum naprave za sprejem urina in osamitev vzorca za preiskovalne potrebe
- Janez Pirš, Bojan Marin, Igor Muševič, Silva Pirš in Samo Kopač za izum smučke s trajno identifikacijsko oznako
- Rafael Cajhen, Nenad Međeral, Janez Nastran, France Pavlovčič, Tomislav Rančič in Daniel Vončina za izum tehnološkega postopka kalibracije s trajnim magnetom predmagnetizirane dušilke

### 1994
- Peter Gosar za življenjsko delo na področju teoretične fizike
- Valentin Logar za življenjsko delo na področju slovenskega jezikoslovja
- Peter Fajfar za vrhunske dosežke na področju gradbeništva
- Radovan Komel za vrhunske dosežke na področju biokemije in molekularne biologije
- Janez Sketelj za vrhunske dosežke na področju nevropatofiziologije
- Marija Pečan za izum naprave za anestezijo otrok
- Gorazd Rakovec in Lojze Bertoncelj za izum postopka analognega izbiranja telefonskih številk
- Marija Trontelj, Medeja Gec in Darko Makovec za izum postopka za pripravo homogene keramike za varistorje in postopek izdelave večplastnega varistorja

### 1995
- Lidija Andolšek Jeras za življenjsko delo na področju medicine
- Dušan Terčelj za življenjsko delo na področju enologije
- Matej Brešar za vrhunske dosežke na področju matematike
- Zdravko Mlinar za vrhunske dosežke na področju sociologije
- Lojze Vodovnik, Damijan Miklavčič in Gregor Serša za vrhunske dosežke na področju elektrokemoterapije
- Andrej Žnidaršič, Marjeta Limpel in Miha Drofenik za izum kemijske sestave ter tehnološki in proizvodni postopek priprave močnostnih Mn-Zn feritov, uporabnih v frekvenčnem področju od 16 kHz do 1 MHz

### 1996
- Janez Peklenik za življenjsko delo na področju strojništva
- Blaž Rozman za vrhunske dosežke na področju revmatologije
- Vojko Vlachy za vrhunske dosežke na področju fizikalne kemije
- Dušan Nećak za vrhunske dosežke na področju zgodovinopisja
- Peter Šemrl  za  vrhunske  dosežke  na  področju matematike

### 1997
- Aleksandra Kornhauser za življenjsko delo na interdisciplinarnem področju kemije in naravoslovno-tehniške informatike
- Nace Šumi za življenjsko delo na področju umetnostne zgodovine
- Franc Gubenšek za vrhunske dosežke na področju molekularne biologije
- Venčeslav Kaučič za vrhunske dosežke na področju kemije
- Marko Robnik za vrhunske dosežke na področju fizike
- Dušan Repovš (matematik) za vrhunske dosežke na področju matematike
- Robert Zorec za vrhunske dosežke na področju nevroendokrinologije
- Andrej Šmidovnik za izum postopka hidrogeniranja olj
- Marko Tukarič v imenu razvojne podskupine v Cinkarni Celje, Matjaž Šubelj, v imenu razvojne podskupine na Institutu "Jožef Stefan" in David Čuk, v imenu razvojne podskupine v podjetju INEA, - Zoisovo priznanje za tehnološki dosežek računalniško podprtega vodenja končne predelave, posodobitev tehnologije in povečanje zmogljivosti površinske obdelave pri proizvodnji TiO2 v Cinkarni Celje